# Saltcoats
Saltcoats (schottisch-gälisch: Baile an t-Salainn) ist eine Kleinstadt an der Westküste von North Ayrshire, Schottland. Zusammen mit den Städten Ardrossan und Stevenston gehört sie zu den sogenannten Three Towns. Sie markiert den nördlichen Abschluss der Irvine Bay.

## Geschichte
Der Name Saltcoats stammt aus einer Zeit, in der Salz aus Meereswasser gewonnen und in kleinen Häusern an der Küste (cots) gelagert wurde. Verwendet wurde das Salz vor allem in der Fischindustrie, einer der früher wichtigsten Einnahmequellen der Stadt. Der Hafen von Saltcoats wurde von Robert Cunninghame erbaut und diente ursprünglich dem Export von Kohle des Nachbarortes Stevenston an Irland. Nach dem Rückgang der Fischindustrie wurde Saltcoats besonders zwischen 1920 und 1950 zu einem beliebten Ferienziel. Heute allerdings spielt der Tourismus in der Kleinstadt kaum noch eine Rolle.
1975 wurde Saltcoats in den Cunninghame District Council (heute North Ayrshire Council) integriert.

## Persönlichkeiten

### Söhne und Töchter der Stadt
- William Landsborough (1825–1886), Forschungsreisender in Australien
- Otto Kiep (1886–1944), deutscher Diplomat und Widerstandskämpfer
- Ben Thomson (1913–1940), Fußballspieler
- Robert Lewis Fullarton Boyd (1922–2004), Physiker, Astronom und Pionier der Weltraumforschung
- Bobby Lennox (* 1943), schottischer Fußballer, der 20 Jahre für Celtic spielte
- Liam Morrison (* 2003), Fußballspieler